# Sao Thong Hin
Sao Thong Hin (tiếng Thái: เสาธงหิน, phát âm [sǎw tʰōŋ hǐn]) là một trong sáu phó huyện (tambon) của huyện Bang Yai, ở tỉnh Nonthaburi, Thái Lan. Phó quận xung quanh là (theo chiều kim đồng hồ) Bang Rak Phatthana, Bang Rak Yai, Bang Len, Bang Muang và Bang Mae Nang. Vào năm 2020 tổng dân số ở đây là 40.566 người.

## Phân cấp hành chính

### Hành chính trung tâm
Phó huyện được chia thành 8 làng (muban).
| No. | Tên                                      | Tiếng Thái                    |
| --- | ---------------------------------------- | ----------------------------- |
| 01. | Ban Khlong Om                            | บ้านคลองอ้อม                    |
| 02. | Ban Khlong Bang Yai                      | บ้านคลองบางใหญ่                 |
| 03. | Ban Khlong Sao Thong Hin                 | บ้านคลองเสาธงหิน                |
| 04. | Ban Khlong Bang Krabue (Ban Bang Krabue) | บ้านคลองบางกระบือ (บ้านบางกระบือ) |
| 05. | Ban Khlong Khue Lat (Ban Bang Khue Lat)  | บ้านคลองขื่อลัด (บ้านบางขื่อลัด)      |
| 06. | Ban Khlong Phutsa (Ban Bang Phutsa)      | บ้านคลองพุทรา (บ้านบางพุดซา)      |
| 07. | Ban Khlong Bang Duea (Ban Bang Duea)     | บ้านคลองบางเดื่อ (บ้านบางเดื่อ)     |
| 08. | Ban Lat Takhe                            | บ้านลาดตะเข้                    |

### Hành chính địa phương
Khu vực phó huyện được chia thành hai tổ chức hành chính địa phương.
- Phó huyện Sao Thong Hin (tiếng Thái: เทศบาลตำบลเสาธงหิน)
- Phó huyện Bang Muang (tiếng Thái: เทศบาลตำบลบางม่วง)